# Hieronim Wielogłoski
Hieronim Wielogłoski (* um den 15. August 1703 in Krakau; † etwa Januar 1767) war ein polnischer römisch-katholischer Geistlicher.
Wielogłoski wurde am 22. Mai 1727 zum Priester geweiht. Später wurde er zum Titularbischof von Benda und Weihbischof in Przemyśl berufen. Am 28. Juni 1761 weihte ihn Michael Wodzicki, Bischof von Przemyśl, zum Bischof. Mitkonsekratoren waren Dominik Józef Kiełczewski, Weihbischof in Chełm, und Franciszek Podkański, SJ, Weihbischof in Krakau. Er wurde in der Kathedrale von Przemyśl begraben.